# طواف أوقيانوسيا للدراجات 2019
طواف أوقيانوسيا للدراجات 2019 (بالإنجليزية: 2019 UCI Oceania Tour)‏ هو سباق دراجات هوائية،  وهو أحد سباقات طواف أوقيانوسيا للدراجات ‏.

## السباقات
| طواف أوقيانوسيا للدراجات  | طواف أوقيانوسيا للدراجات | طواف أوقيانوسيا للدراجات | طواف أوقيانوسيا للدراجات | طواف أوقيانوسيا للدراجات | طواف أوقيانوسيا للدراجات | طواف أوقيانوسيا للدراجات | طواف أوقيانوسيا للدراجات |
| التاريخ                   | #                        | السباق                   | الفائز                   | الثاني                   | الثالث                   |                          |                          |
| ------------------------- | ------------------------ | ------------------------ | ------------------------ | ------------------------ | ------------------------ | ------------------------ | ------------------------ |
| 19 يناير                  | 1                        | غرافل آند تار ‏           | Luke Mudgway ‏            | ريان كريستنسن            | Cyrus Monk ‏              |                          |                          |
| 23 – 27 يناير 2019        | 2                        | طواف نيوزيلندا الكلاسيكي | آرون جيت                 | Jesse Featonby ‏          | Jay Vine ‏                |                          |                          |
| 30 يناير – 03 فبراير 2019 | 3                        | طواف هيرالد صن           | ديلان فان بارلي          | نيك شولتز                | مايكل وودز               |                          |                          |

## وصلات خارجية
- الموقع الرسمي